# Hoa Đốc
Hoa Đốc (chữ Hán:华督)  (? – 682 TCN), họ Tử, thị Hoa, tự Hoa Phụ, tên Đốc, nên gọi là Hoa Phụ Đốc, cháu nội của Tống Đái công, con trai của Hảo Phụ Thuyết, thành viên hoàng tộc nước Tống thời Xuân Thu. Hoa Đốc là gian thần nổi tiếng thời Xuân Thu, giữ chức Thái tể (Tể tướng), đứng đầu "Lục khanh", là quý tộc lớn có thế lực mạnh thời bấy giờ ở nước Tống. Hậu duệ của ông độc chiếm triều chính nước Tống hơn 200 năm. Sách cổ "Cổ Kim Tính Thị Thư Biện Chứng" cho rằng, Hoa Đốc là người đầu tiên lấy họ Hoa. Trong số con cháu của Hoa Đốc, có một chi lấy chữ "Đốc" trong tên tổ làm họ, gọi là họ Đốc. Một chi khác lấy tự của tổ làm họ, gọi là họ Hoa.

## Sự nghiệp
Năm thứ 9 đời Tống Thương công (711 TCN), khi đó Tư mã nước Tống là Khổng Phụ Gia có một người vợ nhan sắc tuyệt đẹp. Một lần, vợ Khổng Phụ Gia là người họ Ngụy về quê viếng mộ, trên đường gặp Hoa Đốc. Hoa Đốc đưa mắt nhìn theo từ phía trước, rồi ngoái lại nhìn chằm chằm khi bà đi qua, nói: "Vừa xinh đẹp, lại vô cùng lộng lẫy."  Do tham muốn sắc đẹp của vợ Khổng Phụ Gia, Hoa Đốc muốn chiếm đoạt nàng làm của riêng, bèn sai người phao tin đồn khắp kinh thành rằng: "Tống Thương công lên ngôi chưa đầy mười năm mà đã xảy ra mười một cuộc chiến, dân chúng khổ sở vô cùng, tất cả đều do Khổng Phụ Gia gây ra. Ta sẽ giết Khổng Phụ Gia để mang lại yên bình cho bá tánh."
Năm thứ 10 đời Tống Thương công (710 TCN), Hoa Đốc tấn công và giết chết Khổng Phụ Gia, cướp đoạt vợ của ông. Tống Thương công biết chuyện vô cùng tức giận. Hoa Đốc sợ bị vua trừng phạt nên đã ra tay giết luôn Tống Thương công, rồi đón công tử Phùng (con trai Tống Mục công) từ nước Trịnh về lập làm vua nhằm thân thiết với nước Trịnh. Vị vua mới này chính là Tống Trang công. Cùng lúc đó, Hoa Đốc đem đỉnh của nước Cáo tặng cho Lỗ Hoàn công, lại gửi lễ vật cho các nước Tề, Trần, Trịnh. Nhờ vậy, vào năm đầu đời Tống Trang công (710 TCN), Hoa Đốc trở thành Tướng quốc.
Năm thứ 19 đời Tống Trang công (692 TCN), Tống Trang công qua đời, con trai là công tử Tiệp lên ngôi, tức Tống Mẫn công (còn gọi là Tống Hậu Mẫn công).

## Bị giết
Mùa thu năm thứ 10 đời Tống Mẫn công (682 TCN), tướng nước Tống là Nam Cung Trường Vạn giết chết Tống Mẫn công ở Mông Trạch. Hoa Đốc hay tin liền dẫn quân báo thù. Khi hai bên giao chiến ở phía tây Đông Cung, Hoa Đốc chưa kịp làm gì đã bị Nam Cung Trường Vạn dùng kích đâm chết tươi ngay tại chỗ.
Sau khi Hoa Đốc chết, Nam Cung Trường Vạn lập công tử Du lên ngôi, sử gọi là Tống Tiền Phế công. Mùa đông cùng năm, Tiêu Thúc Đại Tâm cùng các công tử nước Tống giết chết công tử Du, lập em trai Tống Mẫn công là công tử Ngự Thuyết lên ngôi, tức Tống Hoàn công. Nam Cung Trường Vạn chạy trốn sang nước Trần. Không lâu sau, nước Tống đút lót cho nước Trần. Người nước Trần dùng kế cho Nam Cung Trường Vạn say rượu rồi giải về nước Tống, vua Tống xẻo thịt ông làm mắm.

## Ân đền oán trả
Ngày trước Hoa Đốc giết Khổng Phụ Gia để cướp đoạt vợ của ông, gây bạo loạn rồi giết Tống Thương công thì bây giờ chính Hoa Đốc lại chết trong cuộc bạo loạn do Nam Cung Trường Vạn gây ra, Hoa Đốc là kẻ phản nghịch giết vua giờ lại chết trong tay một kẻ phản nghịch giết vua khác là Nam Cung Trường Vạn. Trớ trêu hơn nữa, tổ sáu đời của Khổng Phụ Gia là Tử Cung, hiệu là Tống Mẫn công và người khiến Nam Cung Trường Vạn điên lên gây nên họa cho nước Tống là Tử Tiệp, cũng là Tống Mẫn công, nó tạo nên sự trùng hợp của số phận.